# Waitakaruru (fleuve)
Le fleuve Waitakaruru  (en anglais : Waitakaruru River) est un cours d’eau de la région de Waikato dans l’Île du Nord de la Nouvelle-Zélande.

## Géographie
Il s’écoule initialement vers le nord avant de tourner vers le nord-ouest à travers le coin nord-ouest de la  Plaine d’Hauraki, atteignant le coin sud- ouest de la Firth of Thames tout près de la ville de « Waitakaruru ».